# Tinh vân Lagoon
Tinh vân Lagoon (danh lục Messier 8 hay M8, hoặc NGC 6523) là một đám mây giữa các ngôi sao khổng lồ trong chòm sao Nhân Mã. Nó được phân loại thành tinh vân phát xạ và là một vùng H II.
Tinh vân Lagoon được phát hiện bởi Guillaume Le Gentil năm 1747 và là một trong hai tinh vân hình thành sao nhìn thấy mờ bằng mắt thường từ vĩ độ Bắc trung bình. Nhìn bằng ống nhòm, có thể phân biệt được các đám mây hình ovan với nhân nổi bật của tinh vân. Có một cụm sao mở mỏng manh xếp chồng vào trong tinh vân này.

## Các đặc tính
Tinh vân Lagoon cách Trái Đất vào khoảng từ 4.000 đến 6.000 năm ánh sáng. Nhìn lên bầu trời, nó dài khoảng 90' và rộng 40', tương ứng với kích thước thực của nó là 110x50 năm ánh sáng. Giống như nhiều tinh vân khác, nó hiện lên màu hồng trong các tấm ảnh màu phơi sáng nhưng nó có màu xám khi nhìn qua ống nhòm hay một kính viễn vọng, do mắt người không nhạy đối với màu tại ánh sáng yếu. Tinh vân chứa một số khối cầu Bok - tối, hay là các đám mây vật chất tiền sao co cụm lại - nổi bật nhất trong số đó đã được E. E. Barnard đặt danh lục là B88, B89 và B296. Tinh vân cũng bao gồm các cấu trúc dạng phễu hay dạng lốc xoáy do các ngôi sao nóng loại O phát ra tia tử ngoại làm nóng và ion hóa các đám khí ở bề mặt của tinh vân. Ở trung tâm tinh vân Lagoon có một cấu trúc được biết đến là Tinh vân Đồng hồ Cát (do John Herschel đặt tên), cũng không nên nhầm lẫn với Tinh vân Đồng hồ Cát trong chòm sao Thương Dăng. Năm 2006 bốn thiên thể Herbig-Haro đầu tiên trong tinh vân đã được xác định trong Đòng hồ Cát, bao gồm HH 870. Điều này cung cấp những chứng cứ trực tiếp đầu tiên về hoạt động hình thành sao bởi các đĩa bồi tụ trong tinh vân này.

## Ảnh khác

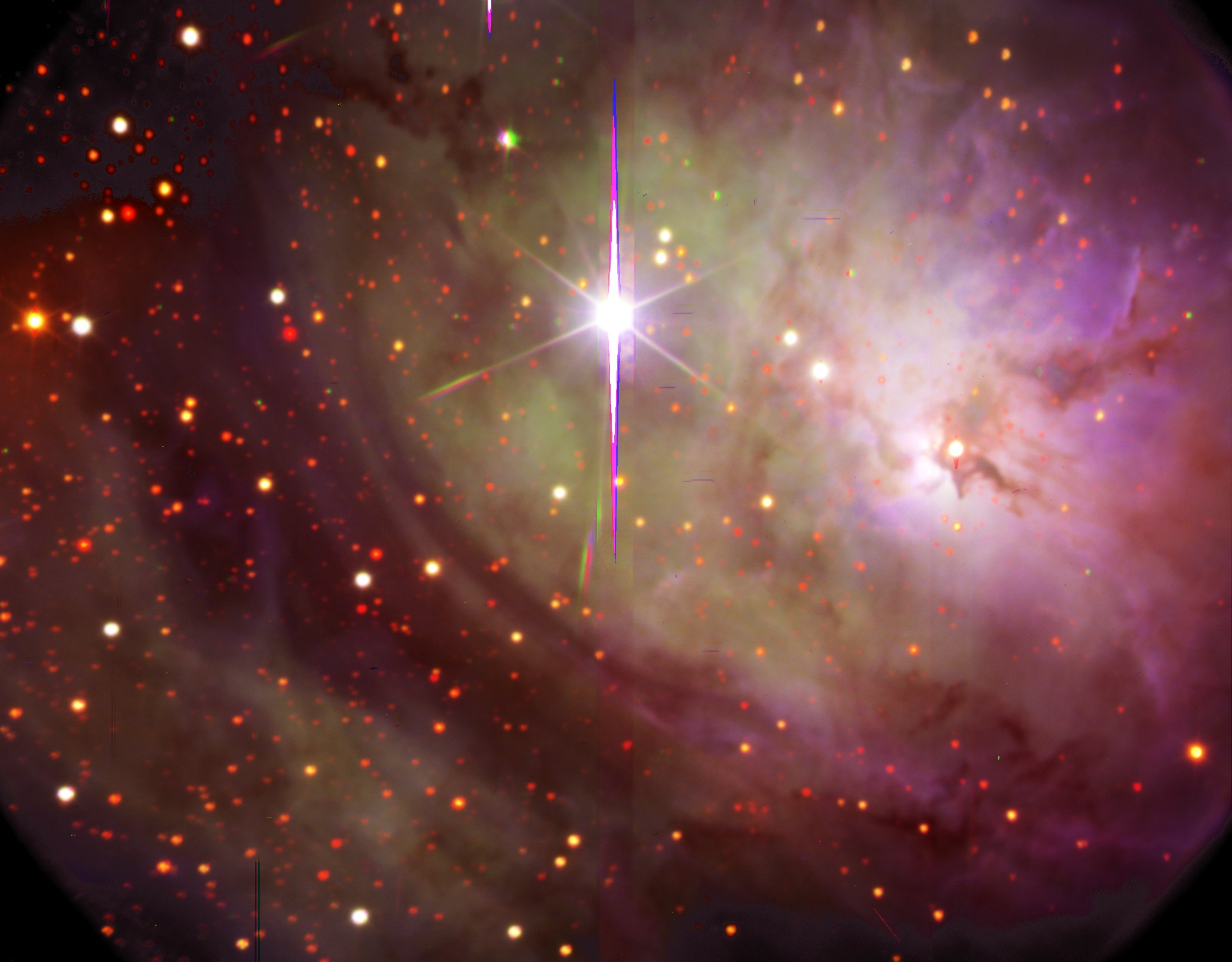
Vùng trung tâm của tinh vân Lagoon, cho thấy tinh vân Đồng hồ Cát ở bên phải.
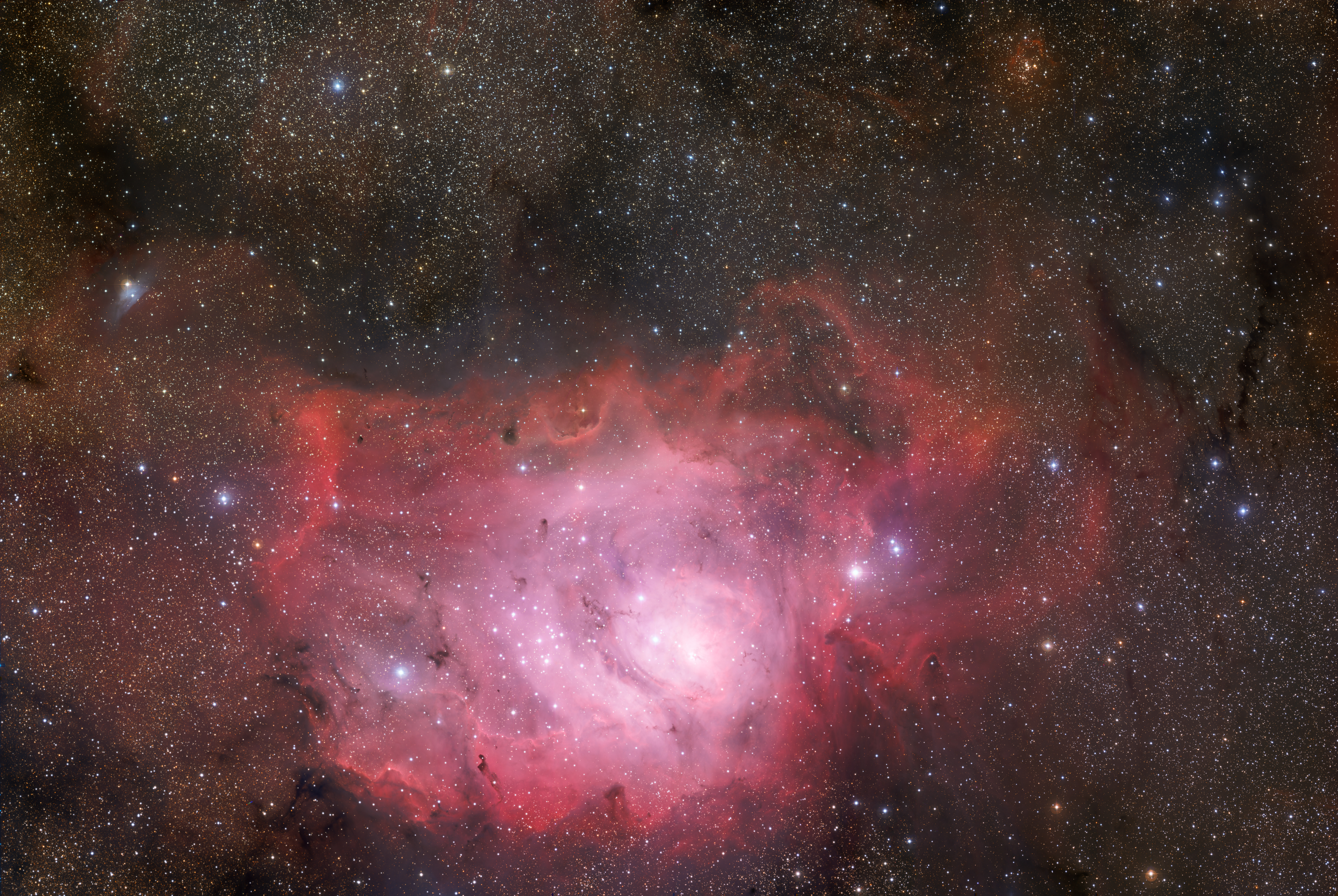
Tinh vân Lagoon (Ảnh của: ESO/S.Guisard).
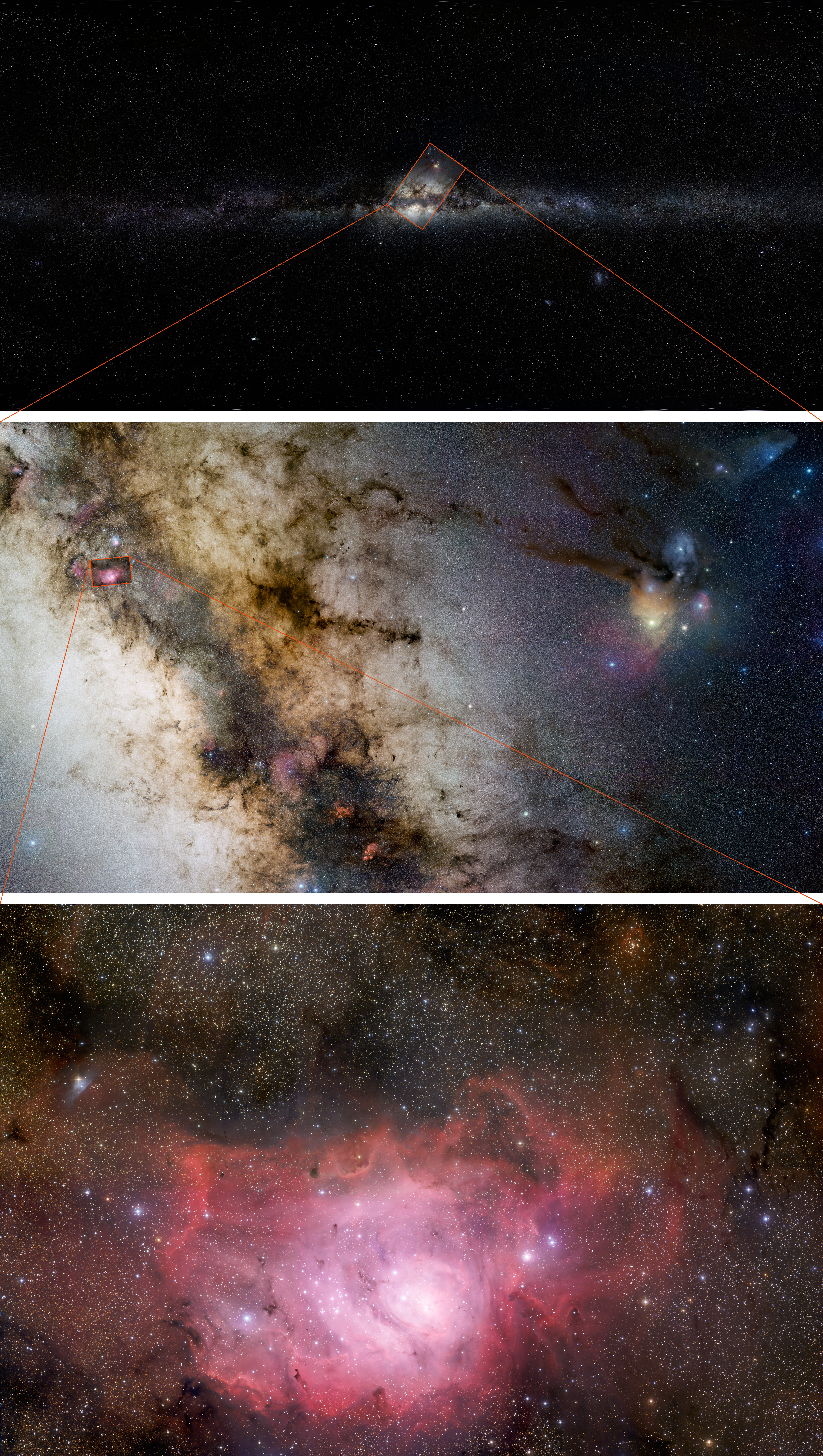
Ba bức ảnh từ dự án ESO GigaGalaxy Zoom cho thấy bầu trời ở các mức nhìn khác nhau: từ nhìn bằng mắt thường đến nhìn qua một kính viễn vọng nghiệp dư, và cuối cùng là nhìn qua một kính thiên văn lớn.